# Victor Boniface
Victor Okoh Boniface (Akure, 23 december 2000) is een Nigeriaans voetballer die doorgaans als aanvaller speelt. Hij verruilde Union Sint-Gillis in juli 2023 voor Bayer 04 Leverkusen.

## Clubcarrière

### FK Bodø/Glimt
Boniface speelde voor Real Sapphire FC in zijn geboorteland tot Bodø/Glimt hem in maart 2019 naar Noorwegen haalde. Hij scheurde diezelfde maand nog een kruisband. Daardoor duurde het tot september 2019 voor hij kon debuteren in de Eliteserien. Hij werd in seizoen 2020 een volwaardig lid van de selectie, vooral als invaller. In die hoedanigheid had hij in 24 speelronden zijn aandeel in het winnen van de de eerste landstitel in de clubgeschiedenis. Boniface was dat seizoen goed voor zes competitiegoals. Hij was in dat seizoen ook trefzeker in Europa League-kwalificatiewedstrijden tegen FK Kauno Žalgiris en FK Žalgiris. Boniface scheurde in november 2020 opnieuw een kruisband. Het kostte hem deze keer een vol jaar om te herstellen. Bodø/Glimt en hij prolongeerden dat seizoen het landskampioenschap, maar zijn invloed daarop bleef beperkt tot één invalbeurt. Op de slotspeeldag van de competitie, in de kampioenswedstrijd tegen Mjøndalen IF Fotball (0–3-winst), liet trainer Kjetil Knutsen hem in de slotfase invallen voor Erik Botheim. In het seizoen 2022 evenaarde Boniface op de zestiende competitiespeeldag zijn seizoensrecord van zes competitiedoelpunten uit het seizoen 2020. In de zomer van 2022 vond hij ook in Europa vlot de weg naar de netten. In de eerste voorronde van de Champions League maakte hij een hattrick in een 3–0-zege op KÍ Klaksvík en het enige Noorse doelpunt in de 3–1-nederlaag in de terugwedstrijd. In de tweede voorronde maakte hij in een 8–0-zege op Linfield FC zijn vijfde Europese doelpunt van het seizoen.

### Union Sint-Gillis
Boniface tekende in augustus 2022 een vierjarig contract bij de Belgische vicekampioen Union Sint-Gillis. Dat betaalde zo'n twee miljoen euro voor Boniface, die zo de duurste inkomende speler in de clubgeschiedenis werd. Coach Karel Geraerts gebruikte hem vanaf zijn komst als vaste basisspeler. Boniface speelde zo in 2022/23 in 37 speelronden en maakte daarin 9 doelpunten. Zijn ploeggenoten en hij maakten tot de laatste speeldag kans op de titel in de Eerste klasse, maar een nederlaag tegen Club Brugge kostte ze het kampioenschap. Boniface bereikte met Union ook de kwartfinale van de Europa League. Daarin scoorde hij zes keer, tegen Malmö, SC Braga, Union Berlin en  Bayer Leverkusen.

### Bayer Leverkusen
Boniface liet België na één seizoen achter zich en tekende in juli 2023 voor vijf jaar bij Bayer Leverkusen. Dat betaalde circa 20 miljoen euro voor hem aan Union. Op 12 augustus maakte hij in de bekerwedstrijd tegen FC Teutonia Osnabrück met een doelpunt zijn debuut voor de club. Twee weken later maakte hij de tweede speelronde van de Bundesliga zijn eerste twee competitiegoals voor Bayer in 3-0 overwinning op Borussia Mönchengladbach. Na zestien speelronden stond hij op tien goals en acht assists. In alle competities stond hij na een halfjaar al op zestien goals en negen assists in 24 wedstrijden. Daarna raakte hij geblesseerd aan zijn bovenbeen, waardoor hij niet alleen deelname aan de Africa Cup misliep, maar ook een aantal maanden geblesseerd moest toekijken. 

## Clubstatistieken
| Seizoen | Club              | Competitie      | Competitie | Competitie | Competitie | Beker | Beker | Beker | Internationaal | Internationaal | Internationaal | Totaal | Totaal | Totaal |
| Seizoen | Club              | Competitie      | Wed.       | Dlp.       | Ass.       | Wed.  | Dlp.  | Ass.  | Wed.           | Dlp.           | Ass.           | Wed.   | Dlp.   | Ass.   |
| ------- | ----------------- | --------------- | ---------- | ---------- | ---------- | ----- | ----- | ----- | -------------- | -------------- | -------------- | ------ | ------ | ------ |
| 2019    | Bodø/Glimt        | Eliteserien     | 8          | 1          | 0          | 0     | 0     | 0     | —              | —              | —              | 8      | 1      | 0      |
| 2020    | Bodø/Glimt        | Eliteserien     | 24         | 6          | 3          | 0     | 0     | 0     | 3              | 2              | 2              | 27     | 8      | 5      |
| 2021    | Bodø/Glimt        | Eliteserien     | 1          | 0          | 0          | 3     | 1     | 0     | 6              | 0              | 0              | 10     | 1      | 0      |
| 2022    | Bodø/Glimt        | Eliteserien     | 15         | 6          | 1          | 2     | 2     | 2     | 4              | 5              | 0              | 21     | 13     | 3      |
| 2022/23 | Union Sint-Gillis | Eerste klasse A | 37         | 9          | 9          | 4     | 2     | 1     | 14             | 11             | 2              | 55     | 22     | 12     |
| 2023/24 | Bayer Leverkusen  | Bundesliga      | 16         | 10         | 8          | 3     | 2     | 0     | 5              | 4              | 1              | 24     | 16     | 9      |
| TOTAAL  | TOTAAL            | TOTAAL          | 101        | 32         | 21         | 12    | 7     | 3     | 32             | 22             | 5              | 145    | 61     | 29     |

Bijgewerkt op 5 april 2024.

## Erelijst
| Competitie           | Aantal     | Jaren      |            |            |
| Bodø/Glimt           | Bodø/Glimt | Bodø/Glimt | Bodø/Glimt | Bodø/Glimt |
| -------------------- | ---------- | ---------- | ---------- | ---------- |
| Kampioen Eliteserien | 2x         | 2020, 2021 |            |            |
| Bayer Leverkusen     |            |            |            |            |
| Kampioen Bundesliga  | 1x         | 2023/24    |            |            |

1 Hrádecký  ·
3 Hincapié ·
4 Tah ·
5 Hermoso ·
7 Hofmann ·
8 Andrich ·
10 Wirtz ·
11 Terrier ·
12 Tapsoba ·
13 Arthur ·
14 Schick ·
16 Buendía ·
17 Kovář ·
18 Sarco ·
19 Tella ·
20 Grimaldo ·
21 Adli ·
22 Boniface ·
23 Mukiele ·
24 García ·
25 Palacios ·
30 Frimpong ·
34 Xhaka ·
36 Lomb ·
44 Belocian ·
Coach: Alonso